# 嘉義市立文化中心
23°29′16″N 120°27′9″E / 23.48778°N 120.45250°E

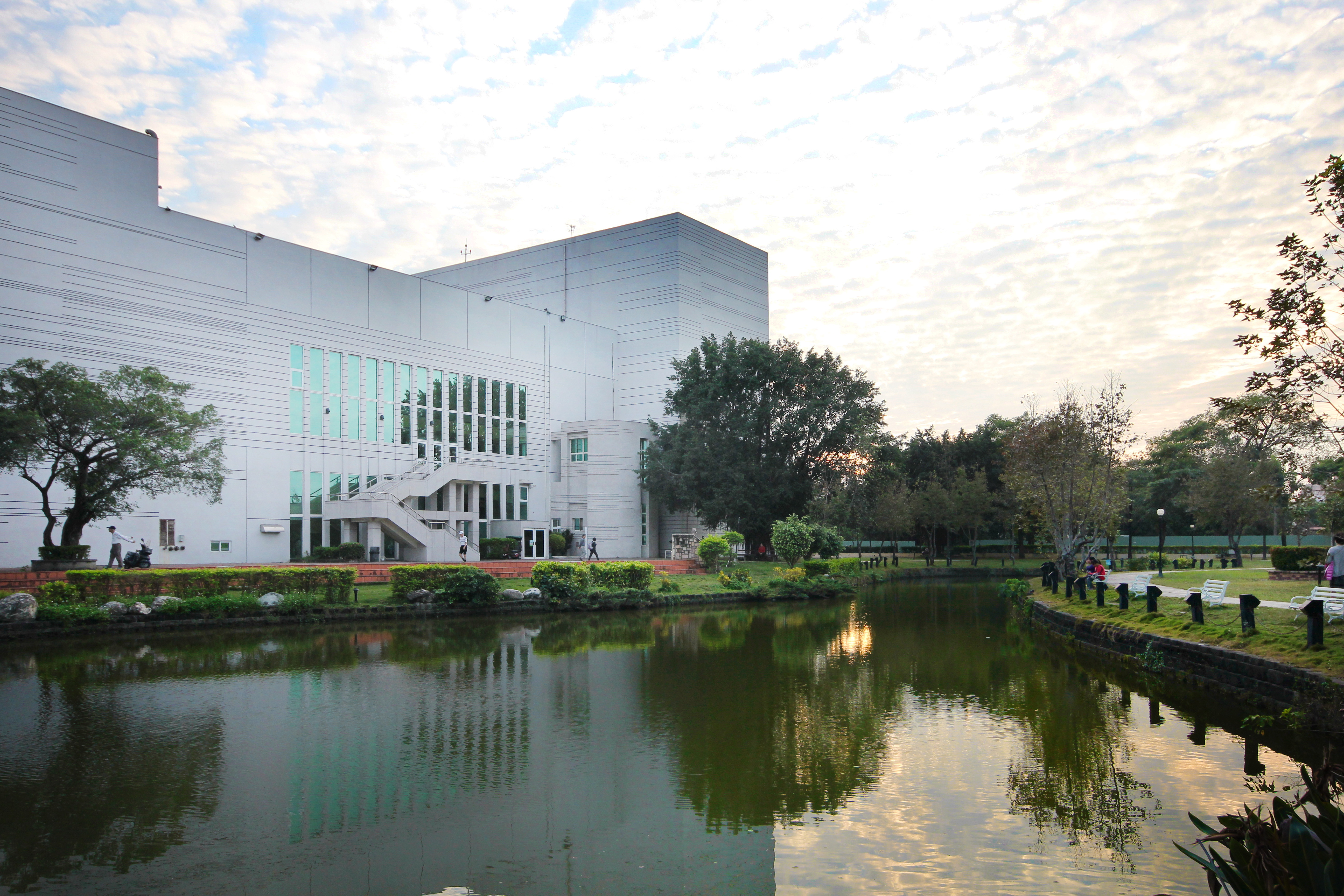
嘉義市文化中心旁邊的杉池，左方建築物為文化中心音樂廳。

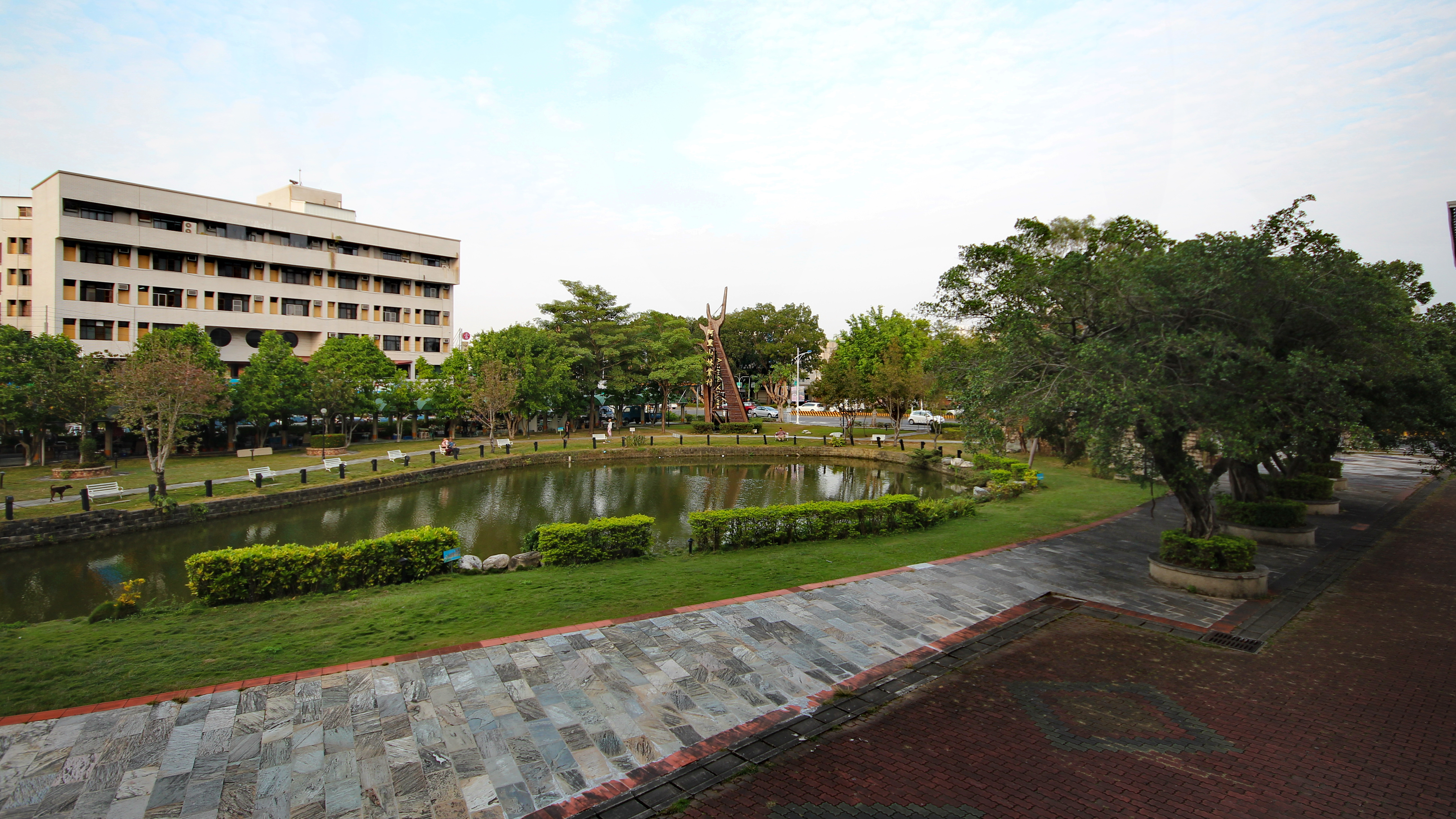
嘉義市文化中心旁邊的杉池

嘉義市文化中心於1992年（民國八十一年）7月1日設立，位於嘉義市忠孝路上。園區佔地5,375坪，主要建築有圖書館、博物館與音樂廳，其餘為露天廣場或公共藝術活動空間，目前有書庫、參考室、視聽室、期刊室、普通閱覽室、兒童閱覽室、展覽室、音樂廳、演講廳、會議室、研習教室、文化廣場等設施，由嘉義市政府文化局管理。在1995年（民國八十四年）舉行的「嘉義新八景」票選中獲得第二，僅次於蘭潭水庫。

## 沿革
嘉義市文化中心的現址，在日治時期是東亞規模最大的木材集散地，稱為「杉池」或「檜池」。該池佔地16,000坪，是營林所製材工場的貯木池，專門存放自阿里山運下來的檜木等待加工:180。1948年（民國三十七年）評定的「諸羅八景」中，就選定杉池垂釣之景，名為「檜沼垂綸」。
1982年（民國七十一年），為因應中華民國行政院推行的十二項建設，臺灣各縣市的文化中心紛紛成立。嘉義市文化中心也在杉池原址填土興建，但是嘉義市由於剛升格為省轄市，原嘉義縣政府發包的工程有安全疑慮，加上財產移交不順，故延宕多時:185-186。嘉義市政府至1987年（民國七十六年）全面接管:281，直到1992年（民國八十一年）7月1日，先假西區世賢圖書館位址成立，隔年2月27日遷至現址運作，是日亦訂為館慶。
1999年（民國八十八年）12月2日，文化中心改制為嘉義市政府文化局；次年1月，圖書館後續工程動工:281。

## 圖書分館
| 行政區 | 館舍名稱               | 所在地址        | 備註     |
| ------ | ---------------------- | --------------- | -------- |
| 東區   | 嘉義市政府文化局圖書館 | 忠孝路275號     | 文化中心 |
| 西區   | 嘉義市立世賢圖書館     | 世賢路一段685號 | 世賢八德 |
| 西區   | 嘉義市立黃賓紀念圖書館 | 延平街328號     | 文化路口 |

## 公共運輸

### 鐵道運輸
- 阿里山森林鐵路北門車站

### 嘉義公車捷運
| 路線           | 業者     | 行先               | 停靠站   |
| -------------- | -------- | ------------------ | -------- |
| 7212宏仁故宮線 | 嘉義客運 | 宏仁女中－故宮南院 | 文化中心 |

### 嘉義市公車
| 路線                    | 業者     | 行先                            | 停靠站           |
| ----------------------- | -------- | ------------------------------- | ---------------- |
| 忠孝新民幹線 （紅線）   | 國光客運 | 忠孝北街－勞工育樂中心          | 文化中心         |
| 忠孝新民幹線A （紅A線） | 國光客運 | 民雄工業區服務中心－彌陀夜市    | 文化中心         |
| 光林我嘉線 （黃線）     | 國光客運 | 港坪公園－蘭潭                  | 檜意森活村       |
| 樂活1路 （紫線）        | 捷乘交通 | 林森盧義路口－紅瓦里(1)全家超商 | 檜意森活村(北門) |
| 樂活1-1路 （紫A線）     | 捷乘交通 | 東洋新村－紅瓦里(1)全家超商     | 檜意森活村(北門) |

### 嘉義縣市區公車及公路客運
| 編號  | 經營業者           | 區間                | 備註                                                         |
| ----- | ------------------ | ------------------- | ------------------------------------------------------------ |
| 101   | 嘉義縣公車處       | 嘉義車站-高鐵嘉義站 | 嘉義縣市區公車、站牌為「北門」                               |
| 102   | 嘉義縣公車處       | 嘉義車站-高鐵嘉義站 | 嘉義縣市區公車                                               |
| 106   | 嘉義縣公車處       | 嘉義車站-高鐵嘉義站 | - 嘉義縣市區公車 - 台灣好行故宮南院線 - 站牌為「檜意森活村」 |
| 6880  | 員林客運           | 嘉義－西螺          |                                                              |
| 7202  | 嘉義客運           | 嘉義－民雄－北港    |                                                              |
| 7203  | 嘉義客運           | 嘉義－土庫          |                                                              |
| 7204  | 嘉義客運           | 嘉義－溪口          |                                                              |
| 7217  | 嘉義客運           | 嘉義－蒜頭          | 部份班次繞駛宏仁女中。                                       |
| 7304  | 嘉義縣公車處       | 嘉義－大林－梅山    | 部份班次繞駛慈濟醫院。                                       |
| 7305  | 嘉義縣公車處       | 嘉義－檳榔宅        |                                                              |
| 7309  | 嘉義縣公車處       | 嘉義－中正大學      | 部份班次延駛南華大學。                                       |
| 7312  | 嘉義縣公車處       | 嘉義－溪心寮        |                                                              |
| 7313  | 嘉義縣公車處       | 嘉義－松腳－溪心寮  |                                                              |
| 7315  | 嘉義縣公車處       | 嘉義－瑞峰          | 部份班次繞駛慈濟醫院。                                       |
| 7316  | 嘉義縣公車處       | 嘉義－溪口－崙子    |                                                              |
| 7319  | 嘉義縣公車處       | 嘉義－內埔－番路    | 部份班次延駛黎明國小，繞駛塘下寮、嘉義市學區、靈巖寺。       |
| 7321  | 嘉義縣公車處       | 嘉義－松腳          | 部份班次繞駛竹崎高中、嘉義市學區。                           |
| 7323A | 嘉義縣公車處       | 嘉義－竹崎－梅山    | 繞駛內埔。                                                   |
| 7323B | 嘉義縣公車處       | 嘉義－竹崎－梅山    | 繞駛竹崎高中。                                               |
| 7700  | 台西客運、嘉義客運 | 嘉義－斗六          |                                                              |
| 7701  | 台西客運、嘉義客運 | 嘉義－麥寮          |                                                              |

## 館室
目前嘉義市文化中心的館室有：
書庫、兒童閱覽室

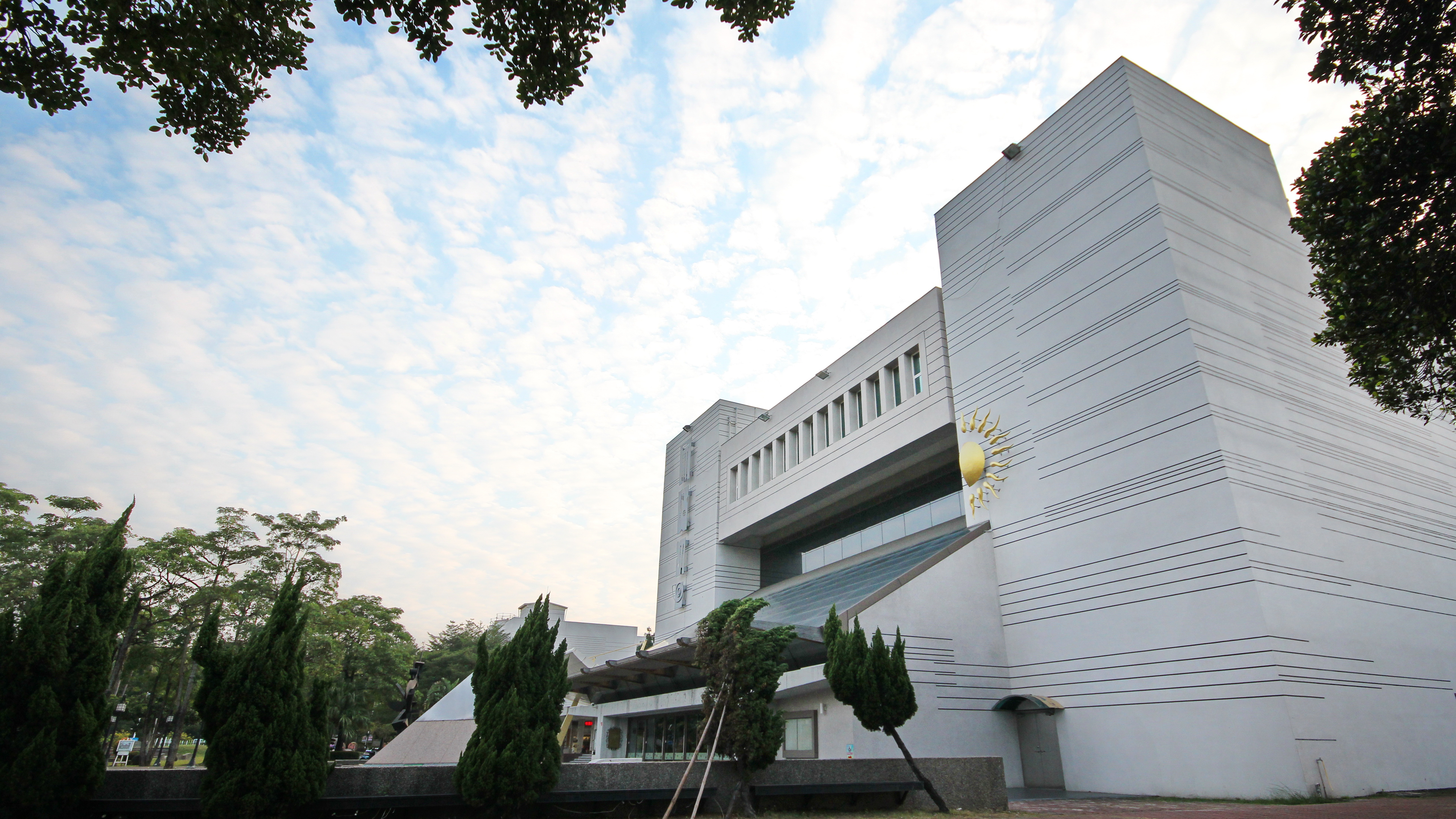
嘉義市文化中心音樂廳

開放時間為週二至週日早上九時至下午五時，提供圖書閱覽。如有辦理借書證，亦可以外借圖書。兒童閱覽室另陳列兒童期刊報紙，並會定期舉辦適合兒童參與的活動。
參考室、期刊室
參考室開放時間與書庫相當，期刊室為早上九時至下午九時，週日或國定假日則提前至下午五時關閉。提供參考工具書、報紙或期刊雜誌的閱覽。
視聽室
開放時間同書庫，提供視廳資料的欣賞。
普通閱覽室
開放時間同期刊室，提供座位，可自備書籍進入閲讀。
展覽室
共有三間，大小100至120坪，開放時間同書庫，提供藝術展覽使用。
音樂廳、演講廳、會議室、第一研習教室、文化廣場
提供各式活動所需場地。

## 主要業務
嘉義市文化中心具有社會教育功能，推展各項文化教育活動，包括有：
1. 籌建或成立各項文化建設，如：嘉義市政府文化局交趾陶館、射日塔、嘉義市史蹟資料館等。
2. 舉辦文藝季活動。
3. 編印國小與國中的鄉土教材，以推廣本土教育。
4. 辦理嘉義國中音樂班.國樂班以及舞蹈班成果演出。[4]:283-286

## 相關連結
嘉義市政府文化局